# 蛮勇引力
『蛮勇引力』（ばんゆういんりょく）は、山口貴由による日本の漫画。『ヤングアニマル』（白泉社）にて2001年8号より2002年22号まで連載された。

## あらすじ
西暦2051年、スーパーテクノロジー・神機力を独占する徳川神機力産業の台頭により、人類の社会は大きな変革の時を迎えようとしていた。首都・東京は神都と名を改め、そのシステムを高度にハイテク化、衣食住の全てを神機力に統一依存することによって、かつてないほどに機能的に運営されるようになっていた。しかし一方で、神機力を嫌う者、神機力を受け容れない者は容赦なく社会から排除され、消滅させられようとしていた。
その神都に1人の男が現れる。名は由比正雪。神機力は人の心を蝕む敵であるとし、ただ己が五体のみを武器として1人神都に立ち向かう、蛮勇なる者である。
正雪の強さとカリスマ性とに呼応して、神都中の浪人者（失業者）達が続々と蜂起するのに対し、神都は更に自らの機能性を高くすることで彼らの徹底的な排除を行う。しかし、正雪を危険視するあまり、追い込んだ浪人者達を更に追い込んだことが引き金となって、却って死に物狂いの反撃を招いてしまう。排除された人の力の坩堝から得た、人の底力の精髄とでもいうべき仲間達と共に、正雪の、そして人間の、神機力への逆襲が始まった。
神都からの刺客、護衛を次々と撃破して行く正雪達は、満身創痍となりながらも、ついに徳川神機力産業総帥・徳川惑星との一騎討ちにまでこぎつける。仲間達を、恩人を、妻を、同士を、そして己の五体と心・魂までをも失いながらも、徳川惑星を一刀両断の元に倒し、神機力の全てを停止させ、それに頼り切った文明に引導を渡し、そして正雪は国常立尊と融合し竜となって天に昇った。

## 他作品との関係
『エクゾスカル 零』の連載にあたって行われた後年のインタビューによれば、時系列としては『覚悟のススメ』→『開花のススメ』→『衛府の剣』→『蛮勇引力』→『鉄腕探偵リッカ』→『大帝戦記レオクロス』（→『エグゾスカル 零』）という順で、『覚悟』の時代に破壊された世界が『開花』の時代に復興を始め、『衛府』の時代に新エネルギーでほぼ復興を遂げたが、『蛮勇引力』の時代に由比正雪らによって再び崩壊した、という流れになっている。

## 登場人物
本編の登場人物の名前の多くは、慶安の変に関連した実在の人物名から採られている。

### 浪人者
神機力により手作業を奪われ職を失った者達の中でも、特に神機力を拒む者達。神都における「職能転換」とは、体内にマイクロ神機を埋め込むことであるため、彼らにとっては再就職の道は事実上閉ざされたも同然である。路上生活を営み、残飯を漁ったり自販機を荒らしたり等して糊口を凌いでいるが、服装はほぼ全員、背広で固めているのが大きな特徴である。また例外無く、靴の裏をすり減らしている。
由比正雪（ゆい しょうせつ）
神機力抹殺のために神都に現れた浪人者。27歳。外見は長髪の精悍な若者で、短刀と鉄靴を身につけ、胸に「敬人尊野蛮」・背中に日本を守る龍（護国吽龍）の文身を背負う。敵陣ではサングラスを着用。生身の人間ながら、その身体能力は極めて高く、膂力や頑健さは勿論、感覚や直感といった知覚や、知性そのものまでも超人的水準を誇る。性格は極めて蛮性に富み、敵であれば抹殺はおろか追い剥ぎ暴行までも辞さないが、反面、仲間とみなせば己が身を捨ててでも助ける。また、匠の技の鑑定眼を有するほか、自身も研刃（とぎ）技を身につけており、短刀の手入れを自ら行う。極めて強力なカリスマ性を有するため、強靭な精神を持つ者を（本人の意思に関係無く）その周囲に引き寄せる。出身は静岡県駿河湾の漁村。
金井半兵衛（かない はんべえ）
浪人者第二世代の若者。神都防疫隊により窮地に陥ったところを正雪に救われ、同士となる。
響銀狐（ひびき ぎんこ）
元は浅草橋の玩具店の長女。新婚早々に店が倒産した上に夫を神都防疫隊に殺されたため、散弾銃を仕込んだ人形を携帯し、狂人のふりをしつつ防疫隊に復讐してまわっていた。神都公安に抹殺されかかったところを正雪に救われ、同士となる。

### 神都
西暦2051年現在での東京。神機力の正式導入に伴い改名される。「敬神」をかたどった超巨大な都庁を持つ。存在理由は、表の目的は理想都市、裏の目的はE-ウイルスに対する防疫都市、真の目的は人類を神機力と融合させるための中枢にして前線基地となることである。その性質上、都内の随所で人間同士の肉体接触を廃する構造が築かれている（自動改札、手元まで商品が出て来る自動販売機、接客業でのメイドロボット使用、外出の必要の無いホームセキュリティ等）。
徳川惑星（とくがわ わくせい）
徳川神機力産業の総帥。政財界の巨魁にして日本の首領。「千年に一人天にあらずして雷を操るもの世に出ずる」と度々口にする通り強力な電撃を自在に操り、神機の特異性も彼の電力を動力源にしている為である。齢百にして心技体に憂いなく（高速思考、真型覚醒服、強化骨格、神機刀）、E-ウィルスに対抗する都市を作るため、神機の中枢である国常立尊を建造した。人類は進化しウィルスによる絶滅の危機に勝利すべきだと考え、背中に人類愛を背負い、人類と神機の融合、神機による完全防疫都市建造を目指し強硬な計画を実行し、徹底管理社会の下はぐれ者は隔離地域に収容するか粛清した。国常立尊初号機試運転の際静岡県の漁村沖の実験場化に反対した由比入鹿の夫を暗殺し、夫を殺された入鹿に襲われるが、それを返り討ちにし、自らの精を流し込んだ。正雪はその時の子。正雪に神の機のすべてを注ぎ込み、自らの右腕にしようとするが、その体に刻まれた敬人尊野蛮と、護国吽龍の文身に阻まれ、花鳥風月によって両断される。
中曽根まり（なかそね まり）
内閣総理大臣。国民的アイドル兼任の14歳の少女で、神都民の意識操作のための偶像。天真爛漫にして純粋無垢の性格をしており、また神都の都合の良い事柄しか教えられていない。加えて、神都の随所に彼女を象った広告機構が設けられているため、感情面だけで神都民の心を動かすことが可能。その正体は「平和の象徴たる、ごく普通の14歳の少女」と「国家を牽引するに足る、強力な指導者」という矛盾を満たす、人間型神機力ロボット。全部で4機存在する。ただし、神都に都合の悪いことを知った機体は、即座に廃棄される運命にある。
信楽（しがらき）
内閣調査室。中曽根まりのSPを勤める、人間型神機力ロボット。
石原十兵衛（いしはら じゅうべえ）
神都知事。神都公安を操る、神都の長。堂々たる体躯を誇る壮年の男で、心身ともに強力な上に、レーザーキャノン内蔵の右義手・X線透視機能所有の左義眼といった神機力製人工臓器を備え、人類の範疇外の戦闘能力を持つ。由比正雪と一騎討ちをするも惜敗する。
渡桂馬（わたり けいま）
知事護衛室。石原十兵衛に心酔する若者で、石原の命令でなければ味方も蔑ろにする強い蛮性を持つ。ビデオカメラと投影機を内蔵した小型球体で全身を覆う光学迷彩で透明化する能力を持ち、独断で石原の弔い合戦に赴く。その蛮性のゆえか、引き寄せられるかのように由比正雪と遭遇するも、並外れた勘を持つ正雪に不意打ちを切り返され、あっさりと敗れる。
松平伊豆守信綱（まつだいら いずのかみ のぶつな）
神機力都知事。石原の戦死後、都知事として信任される。全身が神機力によるアンドロイドで心臓部は取り外し可能なクリスタルの馬。これは選挙の際にまりに託され、彼女が信綱の対正雪政策に疑問を持った時、また正雪を打倒し平和が訪れた時に壊すよう言い含めた。ミスは一千万年に一度レベルの頭脳と圧倒的な戦闘力を誇り、演説用ボディで和を装備した丸橋と互角に戦い、支援攻撃として信綱の巨大な頭部のような観測衛星「松平伊豆守　子機」からのイリジウム弾砲撃で多数の人間を殺傷した。やすらぎ侵攻の際は不可視の罠と支援攻撃で正雪と丸橋を瀕死に追いやるが、徳川惑星とその親族には攻撃できないようプログラムされており、自身はそのことを知らされていなかった為正雪への砲撃要請が謀反と認識され自己崩壊、頭部を除き正雪に粉砕された。後に徳川惑星から戦闘用ボディ「銀河」を譲り受け強靭な攻撃力と自己再生する装甲を手に入れる。激闘の末張孔堂の逸品を備えた正雪の攻撃をあえて受け、前回の衝突で自分がシステムの一端に過ぎないと思い知ったこと、あの時人間だったならばと神機にあるまじき思想が芽生えそれを刈る為背信行為と知りながら正雪討伐の妨げとなる徳川保護プログラムを除去しこの場に臨んだこと、それでも正雪も丸橋も不屈の闘志を見せ自分に勝利し、神の機こそ人類唯一の光明だと思っていたがままならない人間だからこそ生み出せる可能性もあることに気づいたこと、人類の行く末を惑星と正雪の戦いの果てに見たことを告げ、死亡した。同時に心臓部もまりの眼前で砕け、最期の神機力で惑星の悪行を告発した。
音無毬藻（おとなし まりも）
松平伊豆守の手飼いの刺客。
柳生飛騨守（やぎゅう ひだのかみ）
神都公安委員長。
羽賀（はが）
神都公安調査官。立体映像を利用した変装や分身術を使う。
矢倉シンイチ（やぐら シンイチ）
神都在住の少年。神機力との融合を本能的に拒絶している。正雪の年の離れた友人。
矢倉学（やぐら まなぶ）
シンイチの父。典型的な一般神都民。神機力との融合を好む考え方をしている。融合が進んでからは正雪達にスタンガンで攻撃する等好戦的だが、根本は子煩悩な父親である。
矢倉陽子（やぐら ようこ）
シンイチの母。夫共々に平凡で善良だが、あくまでも「神都民としては」の話である。
朝露歩（あさつゆ あゆみ）
個人タクシーの運転手をつとめる女性。朝顔を育てるのが趣味のおっとりとした美女。衰弱した正雪が家を訪れたことにより神都と徳川惑星の裏の顔を知り、なし崩しに正雪一行に協力していく内に彼への思慕の念を深め、神都侵攻前夜に結ばれた。思想侵略され国常立尊前で刺客となって正雪を待ち受けるが、最終的に正気に戻った。花を育てる時は「あなたを世界で一番愛しているのはこの私」とささやき、生き生きと咲かせることができる。

### やすらぎ
神都湾に作られた失業者区画。神機力によらず、風力発電と自給自足で細々と生活している。神都側は自治の名目で隔離することにより自滅するものと期待しているが、人間性の坩堝となっているが故に、皮肉にも存外安定した自治制度を有している。
丸橋忠弥（まるばし ちゅうや）
やすらぎのボス。原子力決死隊だったが、由井正雪の仲間となる。褐色の短髪をした筋肉質の若者で、化け物が大嫌いであるがゆえに決死隊員となった男。首にタバコ・ライター・実印と思しき包みを常時掛けている。正雪以上の蛮性と剛性を備え、良くも悪くも繊細さを持たない。そのため、どんな窮地に陥ってもどんな詭弁に丸め込まれようとも、一切頓着せずに腕力のみで突き進めるが、デリカシーは絶無で、響銀狐に求愛した時の決め台詞は、黒のタキシードに薔薇の花束で「一発やらせろ」であった。
比良部貝蔵（ひらぶ かいぞう）
大人の玩具店を営む中年男。一見飄然としているが、深い人間性を秘めた懐の広い人物で、やすらぎにやってきた正雪一行の身元を引き受けた。かつての正雪の恩人達・張孔堂の唯一の生き残りで、口では敵討ちをやめ平和に暮らすよう正雪に説くが、その実、誰よりも張孔堂の仇を討ちたがっている。印象に反して相当に高い戦闘能力を持つ。正雪を息子のように想い、正雪もまた彼を父親の如く慕っている。右肩一面に春画・胸に「敬人尊野蛮」の五文字の文身を入れている。
朝露歩（あさつゆ あゆみ）
善良な一神都民であったが、元来生命と人間性を愛する性分を備えていたため、正雪に出会うなり強力に惹かれ、正雪達が神都を追われた時これを助け、自らの意思でやすらぎへやって来た。後に正雪と結婚する。父親・朝露一手（あさつゆ いって）が名門料理人であったため、高い料理の腕前を持つ。

### 張孔堂
東京に存在した職人集団。和風の店舗の中に四種の職種が存在し、江戸時代からの匠技をもって商売していた。2041年、東京が神都と改名するのに伴い業務停止勧告を受け、解散。正雪が15歳から17歳まで修行を積んだ店でもあり、解散後、正雪を故郷に帰して自分達は徳川惑星を襲撃したが、返り討ちにあい壊滅した。なお、全員が胸に「敬人尊野蛮」の五文字を文身している。
それぞれの職人が機械では再現不可能な域の作品を制作し、彼らが作り研いだ刃物などは最新の神機すら両断する威力を誇る。
海老浜巻（えびはま まき）
彫物師（ほりし）。泣き黒子のある和風の美女。張孔堂の頭目であり、背中に大海老の文身を背負う。正雪の母・入鹿（いるか）の友人であり、15歳になった正雪を引き取った。正雪の背中に「護国吽龍」・胸に「敬人尊野蛮」の五文字を彫った人物。
来留間鉄（くるま てつ）
研刃師（とぎし）。角刈りの初老の男。正雪の愛刀「春夏秋冬」を研いだ。なお、彼のみ、その技を正雪に継承している。
野晒酔象（のざらし すいぞう）
鍛冶師（かじし）。角刈りで眼鏡をかけた大柄な男。正雪の鉄靴を作った。また、丸橋愛用のアイアンナックルも彼の作である。
比良部貝蔵（ひらぶ かいぞう）
張型師（はりがたし）。ちょび髭を生やした愛嬌のある男。詳しくはやすらぎ参照。

## 用語

### 神機力
徳川神機力産業によって開発された新エネルギー。その正体は総帥・徳川惑星の体内で操作される生体電流を機械増幅したものである。その性質のゆえか、神機力を動力源とする高等ロボットは生物の如き特性を有し、論理性・先見性はおろか情緒・霊感までをも備える。反面、人間の神経に強い侵食力を有するため、神機力に接する人間は神経・脳・精神を蝕まれてゆき、人間性を喪失して生ける機械の如き様相を呈するようになる。その最終目的は、20世紀末に出現した流行性特異感冒（インフルエンザ）・E-ウイルスによる人類絶滅を阻止し、人類を神機力との融合種（機械人類）とすることである。
国常立命（くにとこたちのみこと）
日本神話の神の名が冠されているが、これは神都のエネルギーを半永久的にまかなうことのできる巨大なエネルギー機関である。神都の地底に設置され惑星と共にウィルスへの勝利に向け暗躍する。思想侵略の機能を持ち、半兵衛や歩を刺客として差し向けたどり着いた正雪をも侵略するが、刺青により僅かに阻まれ惑星を暗殺され、自身も正雪に融合させられ赤い龍となって天へ昇った。
神都除染車（しんとじょせんしゃ）
厚生労働省・神都防疫隊所属の作業車両。浪人者達をやすらぎまで送還することが任務であるが、人体に一切配慮の無い構造をしているため、捕らえられたら死傷することも珍しくない。神都の夜を巡回している。装備は出血や嘔吐するほど無造作かつ強引に失業者を捕獲する一対のアームと半径7メートルの暴徒鎮圧用マイクロ波照射機。
ひまわり
人間型神機力ゴミ処理機。浪人者を襲撃し、音波による骨格粉砕と神機温風「南風」によって、人間を500グラム前後のリサイクル物資へと変える。
申牙（しんが）
神機番犬。人間のアゴの先端を10立方センチ切除して対象を戦闘不能にする。表向きは回収処分されたとされるが、実際は自販機に内蔵されて現役稼働中。午後6時を越えると稼働開始して自販機漁りの浪人者を攻撃する。また、神都防疫隊に携行されることもある。
白銀（しろがね）
真型覚醒服（ライダースーツ型強化服）。衝撃吸収率120パーセント・エアクッション内蔵・神機パルスによる神経伝達加速・筋力増加などの機能を有し、装着者を超人へ変える。ただし並の人間では「力」に呑まれて瞬時に正気を失う。
以心（いしん）
ミクロン単位のマイクロ神機電話。脳内に融合手術することで、人体の機能を半機械化レベルへと向上させる。

### 蛮種
人間の生物的特性を極めて強く有する者達に対する、神機力側の蔑称。人外の能力は備えないが、その身で行う人間技のことごとくが超人的水準に達しているのがその特徴である。
由比入鹿（ゆい いるか）
ふんどし一丁で素潜りする駿河湾で一番の沖海女。夫・与四郎を謀殺した徳川惑星を襲撃するが返り討ちにあい、気絶している間に犯される。その際、一子・正雪を宿す（ただし正雪自身はこの事実を知らず、自分を与四郎の子と思っている）。
万力（まんりき）
両足で挟んだ相手を内股で締め上げる技。大鮫の臓腑も一撃で搾り出す威力を持つ。
潜水唱（かづきしょう：正式名称不明）
海の魔物から身を守るため、海女が唱える呪文。「ツイツイ ツイヤ 龍グンサン」と唱えて意識を集中することで、人類の限界・7分33秒を超えて呼吸を停止できる。
イルカの背筋（イルカのはいきん：正式名称不明）
水中から水上に、全身飛び出すことのできる背筋力。魚類級の速度で泳ぐことも可能とする。
由比正雪（ゆい しょうせつ）
肉体的には神都の全機能に介入できるが、思想的には神機力を全否定する、「神機力に刃向かう運命」を宿す者。神機力を「神」としたとき間違い無く「魔」に該当する。詳しくは浪人者参照。
潜水唱（かづきしょう：正式名称不明）
母親・入鹿の使用するものと同じ。
耐電体質（たいでんたいしつ：正式名称不明）
父親・徳川惑星の特質を受け継ぐため、電気・電波によるあらゆる攻撃に非生物的なほどの耐久力を備える。
自動解体プログラム（じどうかいたいプログラム）
正雪の身体能力が及ばぬほど高等な神機力ロボットに対して起こる現象。徳川惑星のDNAを有する正雪は徳川グループ保護システムの有資格者となるため、抹殺は謀叛行為であるとみなされ、このプログラムが適用される。
丸橋忠弥（まるばし ちゅうや）
詳しくはやすらぎ参照。
石頭（いしあたま：正式名称不明）
常人の4倍の厚みを持つ頭蓋骨。弾丸の直撃すら凌ぐこともある。
馬鹿力（ばかぢから：正式名称不明）
常人の脚ほどの太さを持つ腕。表面に極太の血管が浮き出している。「和」に本来の規格以上の力を持たせている源。
臨界終息（りんかいしゅうそく）
「和」の二の腕の削岩刃を回転させながら放つウエスタンラリアート。手加減なしで放てば「治」にも匹敵する威力を持つ（ただしその場合丸橋自身の腕も千切れ飛ぶ）。
イルカイダー
由比入鹿のクローン。入鹿を陵辱した際、徳川惑星が入手した彼女の体細胞の一部から生み出された「複製蛮種」。肉体的には入鹿に可能なことは全て可能であるが、知性をうかがわせる描写は無く、「ツイツイ」としか声を発さない。また、全身の要所にマイクロ神機を埋め込まれているため、神機力側の意のままに操られる。蛮種であるため高い戦闘能力を持ち、更に正雪に殺されることで精神的ダメージを与えた。
万力（まんりき）
由比入鹿の使用するものと同じ。
潜水唱（かづきしょう：正式名称不明）
由比入鹿の使用するものと同じだが、「ツイツイ」あるいは「ツイツイツイ」としか唱えた様子は無い。
イルカの背筋（いるかのはいきん：正式名称不明）
由比入鹿の使用するものと同じ。

### 匠
人間の手による技能体系の総称。原始的技術の精髄で、その実力は超科学技術の結晶たる神機力に勝るとも劣らない。
原子力決死隊（げんしりょくけっしたい）
原子炉の臨界を手動で強制停止させるために編成された集団。本領発揮の時がほぼ確実に死ぬ時、という命知らずの集団である。エネルギー体系が電気から神機力に変わった時に罷免されたものと推測される。
和（やまと）
臨界終息作業用多重防護服。放射線遮蔽装甲と冷却水循環機能を備える決死隊の標準装備で、摂氏3000度の炉心内部で7分間の活動が可能であり、その7分間の内に炉心に辿り着くための様々な装備を持つ。マフラーを着け瞳を持った、宇宙服と学生服を足して2で割ったような外見をしており、胸に「安全第一」の4文字が書かれている。
音波ソナー（おんぱソナー）
掌部に備えられた材質判別用機構。触った物の厚さの違いをモザイク状の色彩の違いとしてゴーグルに映し出す。よって一度触った物の強度を見切ることが可能。
削岩刃（さくがんじん）
回転することで対象を破壊する車輪型の刃。全身に合計40枚装備で、換装も可能。
治（はる）
廃炉解体用成形炸薬弾射出器。バズーカ砲規模の、照準器付き銃火器のような形状をしており、原子炉格納容器に風穴を空ける破壊力を持つ。ただし装弾数は一発のみである。

## 書誌情報
- 山口貴由 『蛮勇引力』 白泉社 《ジェッツコミックス》 全4巻
  1. 2001年10月発売 ISBN 4-592-13396-X
  2. 2002年4月26日発売 ISBN 4-592-13397-8
  3. 2002年9月27日発売 ISBN 4-592-13356-0
  4. 2003年1月29日発売 ISBN 4-592-13424-9
- 山口貴由 『蛮勇引力』 愛蔵版 白泉社 《ジェッツコミックス》 上下巻
  1. 2007年9月28日発売 ISBN 978-4-592-14349-9
  2. 2007年9月28日発売 ISBN 978-4-592-14350-5